# Тайрон (Джорджія)
Тайрон (англ. Tyrone) — місто (англ. town) в США, в окрузі Файєтт штату Джорджія. Населення — 7658 осіб (2020).

## Географія
Тайрон розташований за координатами 33°28′34″ пн. ш. 84°35′40″ зх. д. / 33.47611° пн. ш. 84.59444° зх. д. (33.476059, -84.594522).  За даними Бюро перепису населення США в 2010 році місто мало площу 33,27 км², з яких 32,29 км² — суходіл та 0,98 км² — водойми.

## Демографія
Згідно з переписом 2010 року, у місті мешкало 6879 осіб у 2358 домогосподарствах у складі 1961 родини. Густота населення становила 207 осіб/км².  Було 2484 помешкання (75/км²).
Расовий склад населення:
| - 67,5 % — білих - 25,3 % — чорних або афроамериканців - 3,4 % — азіатів - 0,2 % — корінних американців - 0,1 % — вихідців з тихоокеанських островів - 1,2 % — осіб інших рас |

До двох чи більше рас належало 2,4 %. Частка іспаномовних становила 3,6 % від усіх жителів.
За віковим діапазоном населення розподілялося таким чином: 28,0 % — особи молодші 18 років, 62,3 % — особи у віці 18—64 років, 9,7 % — особи у віці 65 років та старші. Медіана віку мешканця становила 40,7 року. На 100 осіб жіночої статі у місті припадало 94,3 чоловіків;  на 100 жінок у віці від 18 років та старших — 93,0 чоловіків також старших 18 років.
Середній дохід на одне домашнє господарство  становив 101 279 доларів США (медіана — 82 500), а середній дохід на одну сім'ю — 112 659 доларів (медіана — 101 146). Медіана доходів становила 75 089 доларів для чоловіків та 54 521 долар для жінок. За межею бідності перебувало 11,8 % осіб, у тому числі 10,1 % дітей у віці до 18 років та 7,4 % осіб у віці 65 років та старших.
Цивільне працевлаштоване населення становило 3438 осіб. Основні галузі зайнятості: освіта, охорона здоров'я та соціальна допомога — 18,4 %, науковці, спеціалісти, менеджери — 11,6 %, виробництво — 11,5 %.